# Saint-Côme
Saint-Côme település Franciaországban, Gironde megyében. Lakosainak száma 326 fő (2022. január 1.). Saint-Côme Gajac, Bazas, Birac és Sauviac községekkel határos.

## Népesség
A település népessége az elmúlt években az alábbi módon változott:
| Lakosok száma | 249  | 278  | 256  | 286  | 310  | 318  | 320  | 321  | 335  | 326  |
|               | 1968 | 1982 | 1990 | 2006 | 2013 | 2015 | 2017 | 2019 | 2020 | 2022 |